# Keiō

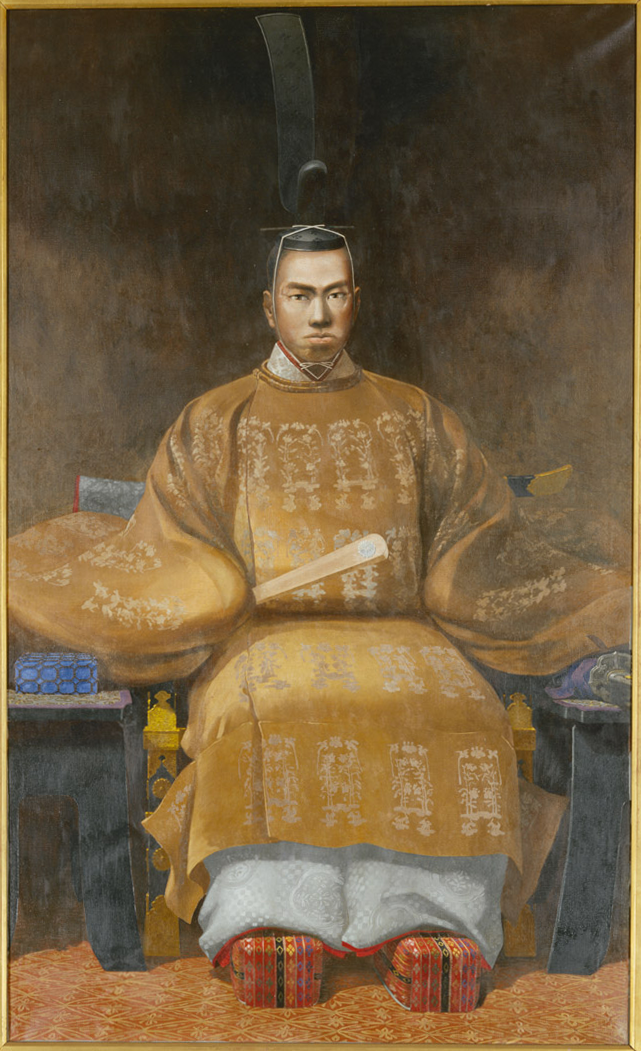
Retrato del emperador Komei (1831-1867) realizado por Koyama Shotaro, 1902.

Keiō (慶応?) fue una era japonesa, que ocurrió después de la era Genji y anterior a la era Meiji, y abarcó entre el 7 de abril de 1865 hasta el 8 de septiembre de 1868 en el calendario tradicional japonés (en el calendario gregoriano, desde el 1 de mayo de 1865 hasta el 23 de octubre de 1868). Los Emperadores reinantes fueron Komei y Meiji. La Universidad de Keiō fue nombrado con el nombre de esta era.

## Cambio de era
Debido a la rebelión en la Puerta de Hamaguri, el 1 de mayo de 1865 (año 2 de Genji), la era fue cambiada a Keiō (literalmente, "respuesta jubilosa").

## Hechos importantes en la era Keiō
- Keiō 1: Nacimiento de Mikao Usui
- Keiō 2: se completa el Castillo Goryōkaku

| Keiō       | 1.º  | 2.º  | 3.º  | 4.º  |
| Gregoriano | 1865 | 1866 | 1867 | 1868 |

| Predecesora: Era Genji | Era Keiō 1865 - 1868 | Sucesora: Era Meiji |

- Datos: Q776775